# 秦嗣林
秦嗣林（1958年11月10日—）出生於基隆市，祖籍山東日照。臺灣典當業知名人物，曾任台北市當舖商業同業公會理事長，現任大千典精品執行長、綜藝節目鑑價達人、作家、YouTuber。

## 簡歷

### 典當業

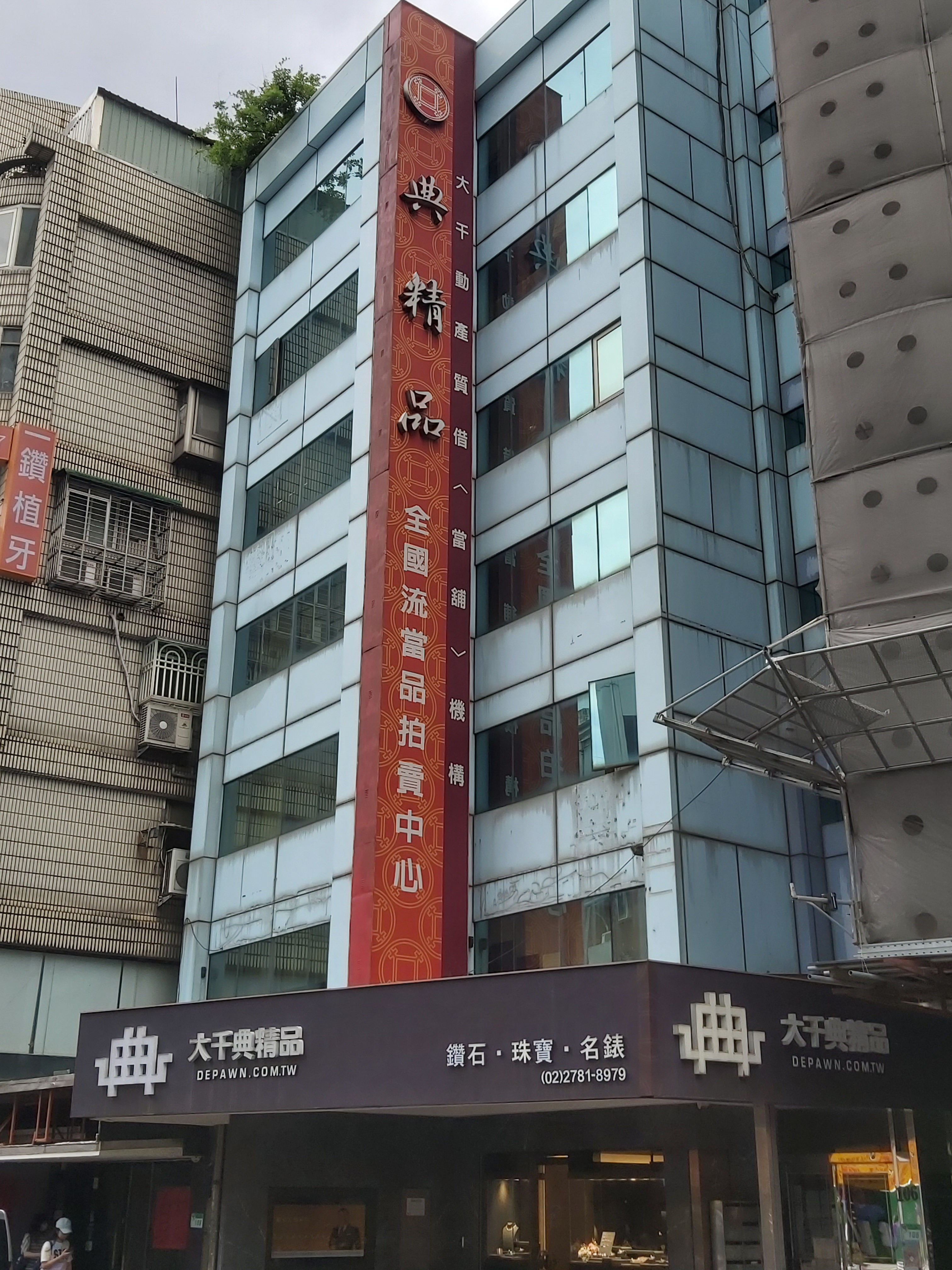
大千典精品當舖「忠孝延吉店」，由秦嗣林成立於1977年。

秦嗣林，1958年11月10日出生於基隆市光華巷(東明路161巷)懷魯新村，國中時因為父親的期許而到臺北念書，當時借住的地方剛好就是一家當舖，因緣際會開啟了與典當業的緣分。秦嗣林17歲時，父親的營建生意失敗，於是他輟學到當鋪當學徒。秦嗣林沒想到，這是他的第一份工作，也是唯一一份工作。
秦嗣林回憶，他人行當學徒後，18歲時第一筆交易就被騙，以鍍金項鍊冒充純金，之後還遇過盒子和證書都是真品的假名牌錶，還曾被騙了上百萬元的红宝石，讓他3天以淚洗面，但多年經驗讓他練就一雙火眼金睛。秦嗣林對於帶他入行的恩師張寅初表示感激，他表示恩師鼓勵他要不斷求知、努力才有翻身的機會，這也成為秦嗣林一生的座右銘。
秦嗣林在典當業多年，致力於端正當舖給予人的較為負面形象，1998年擔任台北市當舖商業同業公會理事長，並以父親的名字成立「秦裕江先生獎助學金」資助多所大學，現任為大千典精品質借（當舖）機構執行長。
秦嗣林在典當業創新商业模式。由於環境變遷衝擊傳統當鋪業，秦嗣林推出新的業務（古董、文物、珠寶的免費鑑價）、行銷手法（流當品特賣會），以及媒體宣傳、限定VIP與售後服務等一條龍服務，之後秦嗣林名利雙收，業界爭相仿效秦嗣林的經營方式。

### 綜藝節目「鑑價達人」
秦嗣林廣為社會各界所熟知，為約2012年起成為JET綜合台《女人要有錢》常駐來賓，當時該節目以鑑定寶物為主要內容，使得身為「鑑價達人」的秦嗣林廣受歡迎，之後陸續在多個綜藝節目鑑定寶物，並出版多本書籍。2015年自由時報報導秦嗣林為「台灣當鋪第一狀元」，事蹟〈一萬五千元的學生證〉寫入國小國語教材。

### YouTuber
秦嗣林2019年6月起在YouTube開設自媒体「秦老闆請鑑價」，以「講古論今」為主題，採用講古方式解說歷史故事。

## 作品

### 書籍
- 《29張當票：典當不到的人生啟發》，2012年1月5日出版[2]
- 《29張當票2：當舖裡特有的人生風景》，2013年3月30日出版[14]
- 《29張當票3：門簾外的人生鑑定》，2014年5月1日出版[15]
- 《學上當：所有的壞消息都是好消息，沒學到才是壞事，磨亮自己，當自己的貴人》，2017年6月3日出版[16]
- 《29張當票4：千金不換的人生現場》，2020年9月3日出版[17]
- 《人生流當品：重新改造，你可以是超值典藏品》，2023年1月12日出版[18]
- 《那個年代，這些惦記》，2023年2月4日出版[19]

### 電視節目
- JET綜合台《女人要有錢》常駐來賓
- JET綜合台《大尋寶家》常駐來賓
- 衛視中文台《一袋女王》來賓
- TVBS《國民大會》來賓
- 壹電視新聞台《年代向錢看》來賓

## 外部連結
- 秦嗣林的Facebook專頁
- YouTube上的秦老闆請鑑價 頻道
- 秦嗣林的Instagram帳戶